# Чикаго Мустангс
«Чикаго Мустангс» — бывшая американская профессиональная футбольная команда, базировавшаяся в Чикаго, штат Иллинойс, была одним из членов Организации Объединенных футбольных ассоциаций в 1967 году. Лига была составлена из команд, импортированных из зарубежных лиг. Клуб из Чикаго был на самом деле «Кальяри» из Италии. Франшиза принадлежала Артуру Аллину (младшему), владельцу корпорации «Artnell» и бейсбольной команды «Чикаго Уайт Сокс». Мустангс играли свои домашние матчи на стадионе «Комиски Парк».
После сезона 1967 года Организация Объединенных футбольных ассоциаций объединилась с Национальной профессиональной футбольной лигой (NPSL) для формирования Североамериканской футбольной лиги (NASL) с командами из США, набирая составы с нуля. После 1968 года Мустангс стали полу-профессиональной командой и в конечном итоге — фарм-клубом команды «Чикаго Стинг».